# 133 Dywizja Pancerna „Littorio”
133 Dywizja Pancerna „Littorio” – włoska dywizja pancerna z okresu II wojny światowej. Jej dowódcą był gen. Gervasio Bitossi.

## Skład
- 33 pułk pancerny,
- 133 pułk pancerny,
- 12 pułk piechoty Bersaglieri (3 bataliony zmot.),
- 133 pułk artylerii,
- 3 batalion „Lancieri di Novara”,
- 33 batalion saperów.